# 肖安江
肖安江（1963年—），湖南涟源人，汉族，中华人民共和国政治人物、第十二届全国人民代表大会湖南地区代表。
2013年，担任全国人大代表。